# 리그 오브 레전드 월드 챔피언십

리그 오브 레전드 월드 챔피언십 2012

리그 오브 레전드 월드 챔피언십(League of Legends World Championship)은 라이엇 게임즈가 주최하는 리그 오브 레전드 대회이며, 한국에서 비공식 명칭으로 롤드컵이라고도 불린다. 1년을 주기로 시즌당 1회가 진행되며, 각 국가별 리그에서 상위권을 차지한 팀들이 선발되어 해당 시즌의 세계 최강팀을 가리는 대회이다.

## 대회 시스템
대회 시스템은 2024년 기준
- 출전 팀
  - 출전 팀은 8개의 지역 총 20팀으로 메이저 지역 시드와 마이너 지역 대표들이 출전하여 스위스 스테이지(12팀)와 플레이-인 스테이지(8팀) 참가 팀을 나눈다.
  - LCK(대한민국), LPL(중국)은 4팀 모두 스위스 스테이지에 출전한다.
  - LEC(유럽/중동/아프리카), LCS(북아메리카)은 2팀이 스위스 스테이지에 진출하며, 3번 시드는 플레이-인 스테이지에 참가한다.
  - PCS(대만/홍콩/동남아시아), VCS(베트남은) 플레이-인 스테이지에 2팀 출전한다.
  - LLA(라틴아메리카), CBLOL(브라질) 서머 시즌 우승팀이 플레이-인 스테이지에 1팀 출전한다.

- 플레이-인 스테이지
  - 그룹 스테이지는 LEC, LCS 3번 시드 팀, PCS, VCS 서머 시즌 우승/준우승 4팀과 LLA, CBLOL 서머 시즌 우승 2팀이 모여 두 조로 나뉘어 더블 엘리미네이션 방식으로 치른다. 각 조 1, 2위는 녹아웃 토너먼트에 진출한다.
  - 녹아웃 토너먼트에서 각 조 1위 2팀, 2위 팀 2팀끼리 붙어 이긴 2팀이 스위스 스테이지에 진출한다.

- 스위스 스테이지
  - 스위스 스테이지에 직행한 12팀과 플레이-인 스테이지를 거쳐 최종 진출한 4팀이 스위스 리그를 치른다.
  - 총 5라운드로 진행하여 3승을 달성한 8팀이 결승 토너먼트에 진출한다.
    - 단판전으로 진행하며 다음 라운드 진행시, 이전 라운드들의 누적 승률을 기준으로 같은 승률 팀끼리 대결을 펼친다.
    - 3라운드부터 2승 또는 2패를 달성한 팀은 진출전 또는 탈락전을 치르며(5라운드는 최종전) 3전 2선승제로 진행한다.

- 결승 토너먼트
  - 결승 토너먼트는 8강전부터 결승전까지 치른다. (3-4위전 없음)
  - 모든 경기는 5전 3선승제로 이루어진다.

## 역대 리그 오브 레전드 월드 챔피언십
| 시즌 | 개최지                                | 참가팀 | 우승            | 준우승                     |
| 2011 | 옌셰핑                                | 8      | 프나틱          | 어게인스트 올 어소리티     |
| 2012 | 로스엔젤레스                          | 12     | 타이페이 어쌔신 | 아주부 프로스트            |
| 2013 | 로스엔젤레스                          | 14     | SK 텔레콤 T1    | 로열 클럽 황주             |
| 2014 | 서울 부산 타이베이 싱가포르           | 16     | 삼성 화이트     | 스타 혼 로열 클럽          |
| 2015 | 베를린 브뤼셀 런던 파리               | 16     | SK 텔레콤 T1    | KOO 타이거즈               |
| 2016 | 로스엔젤레스 뉴욕 시카고 샌프란시스코 | 16     | SK 텔레콤 T1    | 삼성 갤럭시                |
| 2017 | 베이징 상하이 광저우 우한             | 24     | 삼성 갤럭시     | SK 텔레콤 T1               |
| 2018 | 인천 광주 부산 서울                   | 24     | 인빅터스 게이밍 | 프나틱                     |
| 2019 | 파리 마드리드 베를린                  | 24     | 펀플러스 피닉스 | G2 e스포츠                 |
| 2020 | 상하이                                | 22     | 담원 게이밍     | 쑤닝                       |
| 2021 | 레이캬비크                            | 22     | 에드워드 게이밍 | DWG KIA                    |
| 2022 | 샌프란시스코 애틀랜타 뉴욕 멕시코시티 | 24     | DRX             | T1                         |
| 2023 | 서울 부산                             | 22     | T1              | 웨이보 게이밍 포우 아우디  |
| 2024 | 런던                                  | 20     | T1              | 비리비리 게이밍 드림스마트 |

## 리그 오브 레전드 월드 챔피언십 MVP
| 시즌 | MVP                           | 포지션        | 소속팀          |
| ---- | ----------------------------- | ------------- | --------------- |
| 2011 | 마치에이 라투시니악 (Shushei) | Mid           | 프나틱          |
| 2012 | 선정하지 않음                 | 선정하지 않음 | 선정하지 않음   |
| 2013 | 선정하지 않음                 | 선정하지 않음 | 선정하지 않음   |
| 2014 | 조세형 (Mata)                 | Support       | 삼성 화이트     |
| 2015 | 장경환 (Marin)                | Top           | SK 텔레콤 T1    |
| 2016 | 이상혁 (Faker)                | Mid           | SK 텔레콤 T1    |
| 2017 | 박재혁 (Ruler)                | AD            | 삼성 갤럭시     |
| 2018 | 가오전닝 (Ning)               | Jungle        | 인빅터스 게이밍 |
| 2019 | 가오텐량 (Tian)               | Jungle        | 펀플러스 피닉스 |
| 2020 | 김건부 (Canyon)               | Jungle        | 담원 게이밍     |
| 2021 | 이예찬 (Scout)                | Mid           | 에드워드 게이밍 |
| 2022 | 황성훈 (Kingen)               | Top           | DRX             |
| 2023 | 최우제 (Zeus)                 | Top           | T1              |
| 2024 | 이상혁 (Faker)                | Mid           | T1              |